# أذينة بليارية
الأذينة البليارية (الاسم العلمي: Phlomis italica) نوع نباتي يتبع جنس الأذينة (باللاتينية: Phlomis) من الفصيلة الشفوية.

## الموئل والانتشار
موطن هذا النوع جزر البليار.